# Jacob Riising
Jacob Terp Riising (født 10. maj 1978 i Herlev) er en dansk skuespiller, tv-vært og forfatter. Han har især været vært på forskellige børneprogrammer på DR, men har også haft værtsrollen på nogle programmer, som henvender sig til voksne.
Jacob startede sin karriere med et lille fritidsjob på en TV-station, dog uden nogen løn. Men så cyklede han om eftermiddagen ud til TV-stationen, i stedet for at spille fodbold, og så hjalp han med at lave kaffe og andre praktiske ting. Løbende begyndte han at få flere og flere opgaver og endte så til sidst som studievært.
Han har været vært på Amigo et quiz-show for børn med trillingerne Signe, Sara og Sandra Molin som hjælpere. Riising er også vært for Gepetto News og andre programmer på DR Ramasjang. Han var også vært for børnenes MGP i 2005, 2008, 2012, 2013 og 2021, først alene, siden hen sammen med først Bruno, dernæst Sofie Lassen-Kahlke, Szhirley og Anna Lin. Jacob Riising var i 2014 vært på Dansk Melodi Grand Prix sammen med Louise Wolff, i 2015 med Esben Bjerre og i 2016 med Anette og Hilda Heick.
Jacob Riising var vært på DR2's program Landeplagen i 2010, der i 15 afsnit beskrev en række danske sange, som var blevet en landeplage.
I 2014 blev han vært på DR's quizshow Hvem var det nu vi var og efterfølgende vært for programmet Versus. Riising gik bag om musik stykket, teksten, tekstforfatter, sanger, opbygning af det instrumentale.
I 2015 udgav han børnebogen Karmaboy. - kometen og den onde numsekløe på Forlaget Carlsen.
Han har også skrevet en bog ved navn Den halvstore Gepetto bog i 2009 som er om Gepetto News.
Han vandt også 5. Gear sæson 2 sammen med Krede og var vært på 5. Gear sæson 3.

## Filmografi
- Trafikdengsen (2001)
- Rutsj (2002)
- Amigo (2004-2011)
- Jul i verdensrummet (2006)
- Gepetto News (2007-09)
- Landeplagen (2010)
- Ramasjangskolen (2011-12)
- Versus (2014)
- Far til fire - på toppen (2017)